# 阿莱克纳吉克 (阿拉斯加州)
阿莱克纳吉克（英語：Aleknagik），是美国阿拉斯加州的一座城市。该市的人口在2000年为221人，2010年有219人。人口在阿拉斯加州排行第102。